# Cục Đường bộ Việt Nam
Cục Đường bộ Việt Nam (tiếng Anh: Department for Roads of Viet Nam, viết tắt là DRVN) là tổ chức trực thuộc Bộ Xây dựng, thực hiện chức năng tham mưu, giúp Bộ trưởng Bộ Xây dựng quản lý nhà nước và tổ chức thực thi pháp luật về giao thông vận tải đường bộ trong phạm vi cả nước; tổ chức thực hiện các dịch vụ công về giao thông vận tải đường bộ theo quy định của pháp luật. Cục Đường bộ Việt Nam có tư cách pháp nhân, có con dấu hình Quốc huy, có tài khoản riêng tại Kho bạc Nhà nước, có trụ sở tại thành phố Hà Nội.

## Lịch sử
Tổng cục Đường bộ Việt Nam thành lập ngày 22 tháng 4 năm 2008 theo Nghị định số 51/2008/NĐ-CP của Chính phủ, và ra mắt ngày 26/3/2010.
Từ ngày 1/10/2022, theo Nghị định 56/2022/NĐ-CP, Tổng cục Đường bộ Việt Nam chính thức tách thành Cục Đường bộ Việt Nam và Cục Đường cao tốc Việt Nam.
Từ ngày 10/3/2025, Cục Đường bộ Việt Nam (mới) sẽ kế thừa toàn bộ nhiệm vụ của Cục Đường bộ Việt Nam (cũ) và Cục Đường cao tốc Việt Nam; thực hiện quản lý nhà nước về vận tải, tổ chức và đảm bảo an toàn giao thông đường bộ sau khi hợp nhất.

## Nhiệm vụ và quyền hạn
Một số nhiệm vụ và quyền hạn chính của Cục theo Quyết định số 1218/QĐ-BGTVT ngày 23/9/2022 của Bộ trưởng Bộ Giao thông vận tải:
1. Xây dựng để Bộ trưởng Bộ Giao thông vận tải (sau đây viết tắt là Bộ trưởng) trình cấp có thẩm quyền ban hành hoặc ban hành theo thẩm quyền (trừ những nhiệm vụ giao cho Cục Đường cao tốc Việt Nam):
a) Các văn bản quy phạm pháp luật, cơ chế, chính sách và các văn bản khác về giao thông vận tải đường bộ;
b) Chiến lược, quy hoạch, kế hoạch trung hạn, hàng năm, chương trình, đề án phát triển giao thông vận tải đường bộ trong phạm vi cả nước.
2. Xây dựng tiêu chuẩn quốc gia, quy chuẩn kỹ thuật quốc gia và định mức kinh tế - kỹ thuật chuyên ngành giao thông vận tải đường bộ (trừ đường bộ cao tốc) trình Bộ trưởng ban hành theo thẩm quyền hoặc đề nghị cơ quan có thẩm quyền thẩm định, công bố; tổ chức xây dựng và công bố tiêu chuẩn cơ sở chuyên ngành.
3. Tổ chức thực hiện và kiểm tra việc thực hiện các văn bản quy phạm pháp luật, tiêu chuẩn, quy chuẩn kỹ thuật quốc gia, cơ chế, chính sách, chiến lược, chương trình quốc gia, quy hoạch, kế hoạch, đề án, dự án về giao thông vận tải đường bộ (trừ đường bộ cao tốc).
4. Tổ chức tuyên truyền, phổ biến pháp luật về giao thông vận tải đường bộ (trừ đường bộ cao tốc).
5. Về quản lý đầu tư xây dựng, quản lý, khai thác, sử dụng và bảo trì, bảo vệ kết cấu hạ tầng giao thông đường bộ:
a) Xây dựng trình Bộ trưởng ban hành hoặc để Bộ trưởng trình cấp có thẩm quyền ban hành các quy định, cơ chế tạo vốn và các nguồn lực để xây dựng, quản lý, khai thác, sử dụng, bảo trì kết cấu hạ tầng giao thông đường bộ (trừ nhiệm vụ giao cho Cục Đường cao tốc Việt Nam);
b) Xây dựng trình Bộ trưởng: quyết định phân loại, điều chỉnh hệ thống quốc lộ; quy định việc đấu nối vào quốc lộ, thẩm định an toàn giao thông đường bộ, tải trọng, khổ giới hạn của đường bộ, công bố tải trọng, khổ giới hạn của quốc lộ, báo hiệu đường bộ, tốc độ xe, việc đặt biển báo tốc độ, tổ chức và hoạt động của trạm kiểm tra tải trọng xe;
c) Thực hiện thẩm quyền quyết định đầu tư, nhiệm vụ của chủ đầu tư, nhiệm vụ của cơ quan chuyên môn về xây dựng các dự án đầu tư xây dựng đường bộ (trừ đường bộ cao tốc) theo phân công, phân cấp, ủy quyền của Bộ trưởng;
d) Tổ chức giao thông trên hệ thống quốc lộ; tổ chức quản lý, khai thác, sử dụng và bảo trì kết cấu hạ tầng giao thông trên quốc lộ;
đ) Hướng dẫn công tác quản lý, bảo trì, khai thác, sử dụng kết cấu hạ tầng đường bộ; tổng hợp tình hình phát triển các hệ thống đường bộ trong phạm vi cả nước;
e) Xây dựng giá sản phẩm, dịch vụ công ích trong quản lý, khai thác sử dụng và bảo trì kết cấu hạ tầng đường quốc lộ;
g) Phối hợp với cơ quan có liên quan và chính quyền địa phương bảo vệ kết cấu hạ tầng giao thông và hành lang an toàn đường bộ;
h) Thực hiện quyền và nghĩa vụ của cơ quan được giao quản lý tài sản kết cấu hạ tầng; tổ chức giao nhiệm vụ, đặt hàng, đấu thầu cung cấp sản phẩm, dịch vụ công theo quy định của pháp luật;
i) Thực hiện nhiệm vụ của cơ quan có thẩm quyền, cơ quan ký kết hợp đồng, cơ quan chuyên môn về xây dựng đối với các dự án đầu tư xây dựng đường bộ theo phương thức đối tác công tư do Bộ Giao thông vận tải là cơ quan có thẩm quyền theo quy định của pháp luật và phân cấp, ủy quyền của Bộ trưởng (trừ những nhiệm vụ giao cho Cục Đường cao tốc Việt Nam);
k) Chủ trì, phối hợp với Cục Đường cao tốc Việt Nam tổ chức quản lý, bảo trì; trực tiếp tổ chức khai thác các tuyến đường bộ cao tốc đầu tư bằng nguồn vốn ngân sách nhà nước theo quy định của pháp luật (trừ những nhiệm vụ giao cho Cục Đường cao tốc Việt Nam);
l) Thực hiện nhiệm vụ của cơ quan quyết định đầu tư, cơ quan ký kết hợp đồng khai thác, cơ quan chuyên môn trực thuộc Bộ Giao thông vận tải đối với công trình kinh doanh, dịch vụ, khai thác đường quốc lộ, dự án xã hội hóa theo phân công, phân cấp, ủy quyền (trừ những nhiệm vụ giao cho Cục Đường cao tốc Việt Nam).
6. Về quản lý phương tiện và người điều khiển phương tiện giao thông cơ giới đường bộ (trừ phương tiện và người điều khiển phương tiện giao thông cơ giới đường bộ phục vụ mục đích quốc phòng, an ninh):
a) Xây dựng trình Bộ trưởng để trình cơ quan có thẩm quyền phê chuẩn đề xuất việc ký kết hoặc gia nhập các điều ước quốc tế về giấy phép lái xe cơ giới đường bộ; tổ chức việc cấp giấy phép lái xe quốc tế theo các điều ước, thỏa thuận quốc tế về giấy phép lái xe theo phân cấp của Bộ trưởng;
b) Xây dựng trình Bộ trưởng quy định việc đào tạo, sát hạch, cấp, đổi, gia hạn và thu hồi giấy phép lái xe cho người điều khiển phương tiện giao thông cơ giới đường bộ; quy định về cấp, thu hồi đăng ký, biển số xe máy chuyên dùng có tham gia giao thông đường bộ; quy định việc cấp chứng chỉ bồi dưỡng kiến thức pháp luật giao thông đường bộ cho người điều khiển xe máy chuyên dùng tham gia giao thông; hướng dẫn tổ chức thực hiện;
c) Xây dựng trình Bộ trưởng ban hành quy chuẩn kỹ thuật quốc gia về Trung tâm sát hạch lái xe và các trang thiết bị phục vụ công tác quản lý đào tạo, sát hạch, cấp giấy phép lái xe; tổ chức thực hiện, hướng dẫn, kiểm tra, kiểm chuẩn việc thực hiện tiêu chuẩn, quy chuẩn và việc cấp giấy chứng nhận Trung tâm sát hạch lái xe cơ giới đường bộ đủ điều kiện hoạt động theo quy định của pháp luật;
d) Thiết kế bảo mật, in, phát hành, hướng dẫn và quản lý việc sử dụng giấy phép lái xe, chứng chỉ bồi dưỡng kiến thức pháp luật giao thông đường bộ cho người điều khiển xe máy chuyên dùng trong phạm vi cả nước;
đ) Quản lý đào tạo, sát hạch, cấp giấy phép lái xe cơ giới đường bộ và chứng chỉ bồi dưỡng kiến thức pháp luật cho người điều khiển xe máy chuyên dùng tham gia giao thông đường bộ theo phân cấp của Bộ trưởng;
e) Tổ chức thực hiện đăng ký xe máy chuyên dùng tham gia giao thông đường bộ;
g) Phối hợp xây dựng tiêu chuẩn, quy chuẩn kỹ thuật của phương tiện, thiết bị giao thông vận tải đường bộ;
h) Tổ chức cấp giấy phép lưu hành đặc biệt cho xe quá tải trọng, quá khổ giới hạn của đường bộ, xe bánh xích; cấp phép cho phương tiện, lực lượng đi kèm theo phương tiện đường bộ thực hiện tìm kiếm, cứu nạn theo quy định của pháp luật.
7. Về quản lý vận tải đường bộ:
a) Xây dựng trình Bộ trưởng quy định về tổ chức, quản lý vận tải đường bộ, các dịch vụ hỗ trợ vận tải đường bộ và phê duyệt chương trình, kế hoạch hợp tác quốc tế về vận tải đường bộ;
b) Xây dựng trình Bộ trưởng để trình cơ quan có thẩm quyền phê chuẩn đề xuất việc ký kết hoặc gia nhập các điều ước quốc tế về đường bộ; tổ chức việc cấp phép vận tải đường bộ quốc tế theo các điều ước, thỏa thuận quốc tế về vận tải đường bộ theo phân cấp của Bộ trưởng;
c) Quản lý vận tải đường bộ và dịch vụ hỗ trợ vận tải đường bộ theo quy định của pháp luật; quản lý các tuyến vận tải hành khách bằng xe ô tô theo phân cấp của Bộ trưởng;
d) Hướng dẫn, kiểm tra việc thực hiện điều kiện kinh doanh vận tải đường bộ và các quy định về dịch vụ hỗ trợ vận tải đường bộ; hướng dẫn tổ chức phát triển kinh tế tập thể, hợp tác xã trong vận tải đường bộ;
đ) Phối hợp triển khai, thực hiện các nội dung về công tác phòng chống khủng bố, phòng chống dịch bệnh trong vận tải đường bộ.
8. Về an toàn giao thông đường bộ:
a) Xây dựng trình Bộ trưởng đề án, giải pháp bảo đảm trật tự, an toàn giao thông đường bộ; hướng dẫn, kiểm tra việc thực hiện các biện pháp bảo đảm an toàn giao thông đường bộ theo quy định của pháp luật;
b) Tổ chức thực hiện công tác phòng, chống, ứng phó sự cố, thiên tai và phối hợp tìm kiếm cứu nạn trong giao thông đường bộ theo phân cấp của Bộ trưởng;
c) Hướng dẫn, kiểm tra, phối hợp thực hiện công tác kiểm soát tải trọng phương tiện vận tải đường bộ trong phạm vi cả nước;
d) Tổ chức xử lý điểm đen, điểm tiềm ẩn tai nạn giao thông, thẩm định an toàn giao thông trong quản lý, bảo trì hệ thống quốc lộ đang khai thác;
đ) Tổ chức kiểm tra về an toàn, vệ sinh lao động; tổ chức điều tra tai nạn lao động xảy ra trên phương tiện vận tải đường bộ theo quy định của pháp luật;
e) Phối hợp với các đơn vị liên quan tổ chức thực hiện công tác phòng cháy, chữa cháy hệ thống quốc lộ đang khai thác theo quy định của pháp luật.
9. Về bảo vệ môi trường trong giao thông vận tải đường bộ (trừ đường bộ cao tốc):
a) Tổ chức lập, trình cơ quan có thẩm quyền thẩm định, phê duyệt đánh giá môi trường chiến lược, đánh giá tác động môi trường, giấy phép môi trường, đăng ký môi trường đối với quy hoạch, chương trình, dự án phát triển kết cấu hạ tầng giao thông đường bộ theo quy định của pháp luật;
b) Tổ chức thực hiện các chương trình, dự án, đề án, quy hoạch, kế hoạch về bảo vệ môi trường trong xây dựng, quản lý, bảo trì kết cấu hạ tầng giao thông đường bộ thuộc phạm vi quản lý.
10. Thực hiện hợp tác quốc tế về giao thông vận tải đường bộ (trừ đường bộ cao tốc) theo phân cấp, ủy quyền của Bộ trưởng.
11. Nghiên cứu, ứng dụng tiến bộ khoa học và chuyển giao công nghệ, xây dựng, triển khai các chương trình, dự án ứng dụng công nghệ thông tin, triển khai chuyển đổi số trong lĩnh vực giao thông vận tải đường bộ (trừ đường bộ cao tốc); xây dựng, quản lý cơ sở dữ liệu, bảo đảm dịch vụ thông tin phục vụ quản lý nhà nước chuyên ngành.
12. Thực hiện nhiệm vụ thanh tra chuyên ngành, tiếp công dân, giải quyết khiếu nại, tố cáo, phòng, chống tham nhũng, xử phạt vi phạm hành chính theo quy định của pháp luật.
13. Xây dựng và thực hiện chương trình cải cách hành chính, áp dụng công nghệ thông tin trong hoạt động của Cục Đường bộ Việt Nam theo mục tiêu và nội dung chương trình cải cách hành chính của Nhà nước và của Bộ Giao thông vận tải.
14. Quản lý tổ chức bộ máy, công chức, viên chức, người lao động theo quy định của pháp luật và phân cấp của Bộ trưởng; thực hiện chế độ, chính sách, thi đua, khen thưởng, kỷ luật, đào tạo, bồi dưỡng chuyên môn nghiệp vụ đối với công chức, viên chức, người lao động theo quy định của pháp luật và phân cấp của Bộ trưởng.
15. Quản lý tài chính, tài sản và nguồn lực khác được giao theo quy định của pháp luật và phân cấp của Bộ trưởng.
16. Thực hiện các nhiệm vụ, quyền hạn khác do Bộ trưởng giao và theo quy định của pháp luật.

## Lãnh đạo Cục[5]
- Cục trưởng: Bùi Quang Thái
- Phó Cục trưởng:

1. Phan Thị Thu Hiền
2. Nguyễn Thanh Hoài
3. Nguyễn Mạnh Thắng
4. Ngô Lâm
5. Nguyễn Viết Huy
6. Nguyễn Quang Giang

## Cơ cấu tổ chức

### Các đơn vị thực hiện chức năng quản lý nhà nước
- Văn phòng
- Phòng Tổ chức cán bộ
- Phòng Khoa học công nghệ, Môi trường và Hợp tác quốc tế
- Phòng Kế hoạch - Tài chính
- Phòng Quản lý đầu tư công tư
- Phòng Quản lý, bảo trì
- Phòng Quản lý, tổ chức giao thông
- Phòng Quản lý vận tải
- Phòng Pháp chế - Đấu thầu
- Phòng Thẩm định
- Phòng Quản lý chất lượng
- Khu Quản lý đường bộ I
- Khu Quản lý đường bộ II
- Khu Quản lý đường bộ III
- Khu Quản lý đường bộ IV

### Các đơn vị sự nghiệp
- Trường Cao đẳng Giao thông vận tải đường bộ
- Trung tâm Kỹ thuật đường bộ
- Ban Quản lý dự án 3
- Ban Quản lý dự án 4
- Ban Quản lý dự án 5
- Ban Quản lý dự án 8